# Sveriges herrlandslag i handboll i världsmästerskapet 2005
Sverige deltog i Världsmästerskapet i handboll för herrar 2005 som spelades i Tunisien mellan den 23 januari och 6 februari 2005.

## Laget
Förbundskapten Ingemar Linnéll
Målvakter
| Nr | Namn             | Längd  | Vikt   | Födelsedatum     | Klubblag (2004–2005) |
| -- | ---------------- | ------ | ------ | ---------------- | -------------------- |
| 1  | Tomas Svensson   | 194 cm | 94 kg  | 15 februari 1968 | HSV Hamburg          |
| 12 | Fredrik Ohlander | 200 cm | 105 kg | 11 februari 1976 | GWD Minden           |

Utespelare
| Nr | Namn              | Längd  | Vikt   | Födelsedatum      | Klubblag (2004–2005) |
| -- | ----------------- | ------ | ------ | ----------------- | -------------------- |
| 2  | Martin Boquist    | 197 cm | 100 kg | 2 februari 1977   | THW Kiel             |
| 3  | Pelle Linders     | 194 cm | 95 kg  | 21 september 1975 | KIF Kolding          |
| 4  | Robert Arrhenius  | 195 cm | 99 kg  | 14 maj 1979       | HSG Nordhorn         |
| 5  | Kim Andersson     | 199 cm | 99 kg  | 21 augusti 1982   | IK Sävehof           |
| 6  | Jonas Källman     | 200 cm | 96 kg  | 17 juli 1981      | BM Ciudad Real       |
| 7  | Mathias Franzén   | 189 cm | 82 kg  | 22 februari 1975  | FC Barcelona         |
| 8  | Johan Petersson   | 181 cm | 81 kg  | 29 mars 1973      | THW Kiel             |
| 9  | Stefan Lövgren    | 191 cm | 96 kg  | 21 december 1970  | THW Kiel             |
| 10 | Fredrik Lindahl   | 188 cm | 80 kg  | 16 september 1983 | Redbergslids IK      |
| 11 | Kristian Svensson | 187 cm | 88 kg  | 10 maj 1981       | IFK Skövde           |
| 13 | Marcus Ahlm       | 200 cm | 105 kg | 7 juli 1978       | THW Kiel             |
| 14 | Sebastian Seifert | 189 cm | 100 kg | 12 december 1978  | KIF Kolding          |
| 15 | Jonas Larholm     | 192 cm | 83 kg  | 3 juni 1982       | IK Sävehof           |
| 17 | Ljubomir Vranjes  | 166 cm | 80 kg  | 3 oktober 1973    | HSG Nordhorn         |

- Källa:[1]